# Antoniotto Adorno (1479-1528)
Pour les articles homonymes, voir Adorno et Antoniotto Adorno.
Antoniotto Adorno a été le 45e doge de Gênes du 31 mai 1522 à août 1527. Avant d'être élu doge, il avait été de 1512 à 1513, gouverneur de Gênes pour le compte du roi de France.